# Csák Csilla
Csák Csilla magyar manöken, modell, fotómodell.

## Élete
A 70-80-as évek modellje.

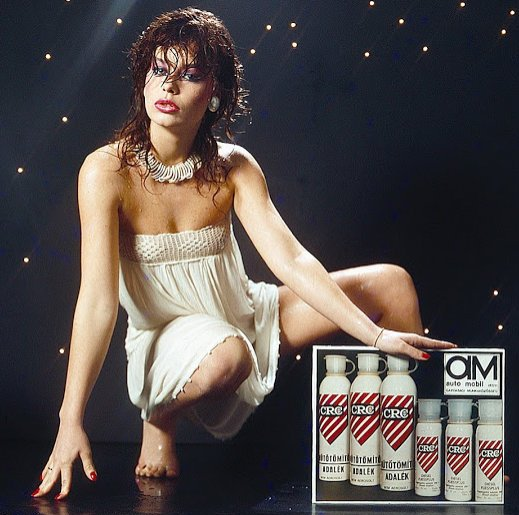
Martin Gábor-fotó

Moszkvában élt négy évig, ott érettségizett, majd itthon kétszer is felvételizett az egyetemre. Édesapja, Csák István a Híradó munkatársaként volt kiküldetésben a szovjet fővárosban.
Elvégezte 20 évesen az Állami Artistaképző Intézet fotómodell- és manökentanfolyamát. A személyi igazolvány munkahelyi rovatában „szellemi szabadfoglalkozású” bejegyezés szerepelt, vagyis nem volt állandó munkahelye, munkája. Azonban folyamatosan kapott felkéréseket fotózásokra, a Magyar Távirati Irodában Vitályos József, majd Horling Róbert megkeresésére, az  első felvételeiket követően, illetve divatbemutatókra, reklámfilmekre is. Reklámfilmet vállalt, divatbemutatón külföldön is járt, például Mongóliában.
Fotói naptárakban, reklámkiadványokban, valamint a  magazinok címlapjain jelentek meg, például Ország-világ, Tükör.
Tóth József Füles fotóművész szerint: „Legyen szó szürke testfestékről vagy egy óriási napszemüvegben tükröződő hortobágyi pusztáról, Csák Csillának mindegyik jól áll.”

## Fotósai voltak
többek közt: Martin Gábor, Horling Róbert, Vitályos József, Tóth József, Tulok András (fotóművész), Bakos István (grafikus) fotóművészek.